# Sokolivske, Kirovohrad
Sokolivske (în ucraineană Соколівське) este localitatea de reședință a comunei Sokolivske din raionul Kirovohrad, regiunea Kirovohrad, Ucraina.

## Demografie
Componența lingvistică a localității Sokolivske
     Ucraineană (90,68%)
     Rusă (7,67%)
     Alte limbi (0,72%)
Conform recensământului din 2001, majoritatea populației localității Sokolivske era vorbitoare de ucraineană (90,68%), existând în minoritate și vorbitori de rusă (7,67%).